# Hechos 11

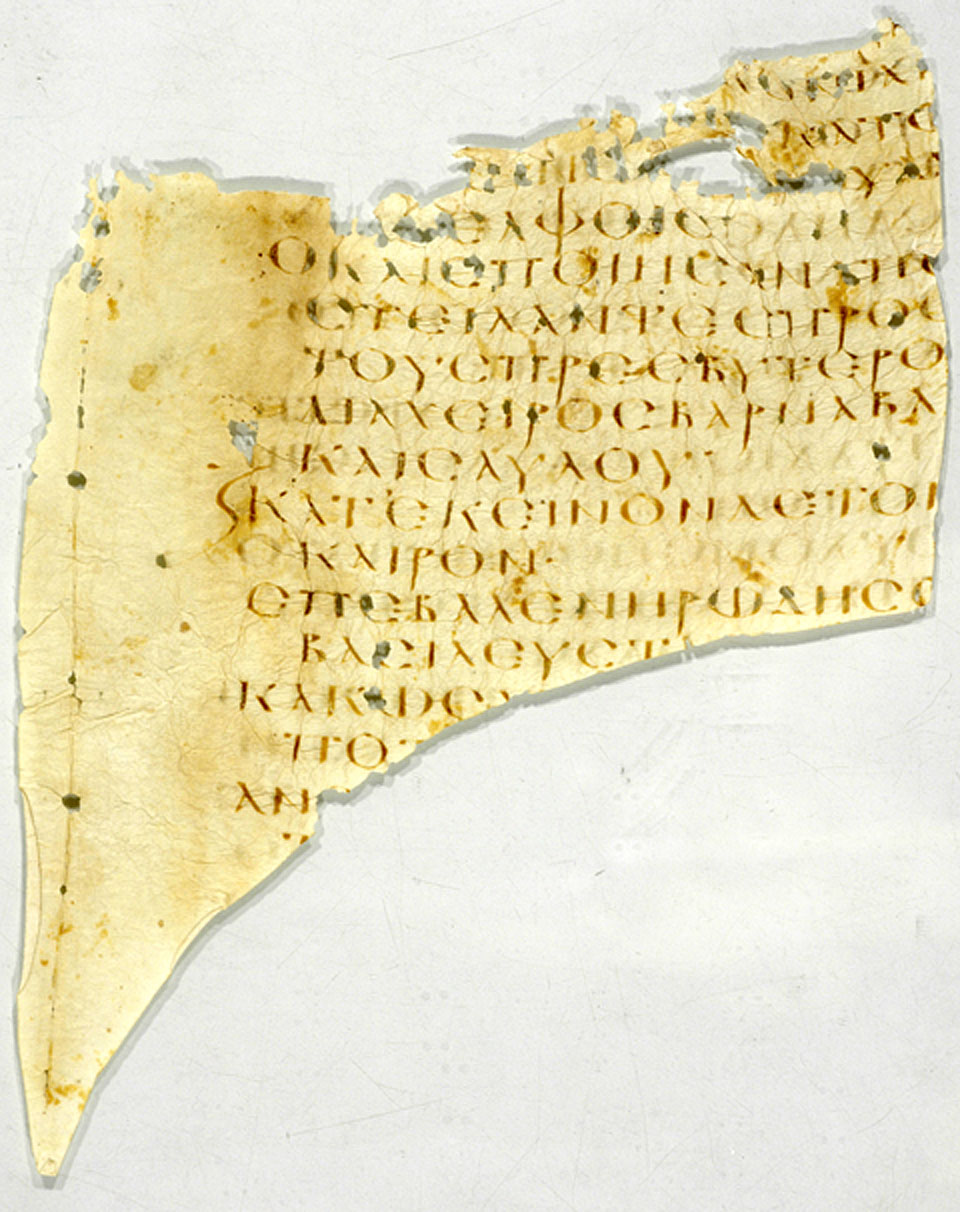
Hechos 11:29-12:2 en el anverso de Uncial 0244 (Gregory-Aland) del siglo V.

Hechos 11 es el undécimo capítulo de los Hechos de los Apóstoles del Nuevo Testamento de la Biblia cristiana . En él se recoge que San Pedro defiende su visita a Cornelio en Cesarea y relata la su visión previa al encuentro así como la efusión del Espíritu Santo durante el encuentro. El autor del libro que contiene este capítulo es anónimo pero la tradición cristiana primitiva afirmó uniformemente que Lucas compuso este libro así como el Evangelio de Lucas.

## Texto
El texto original fue escrito en griego koiné. Este capítulo está dividido en 30 Versículos.

### Testigos textuales
Algunos manuscritos tempranos que contienen el texto de este capítulo son:
Ÿ En griego
- Códice Vaticano (325-350 d. C.)
- Codex Sinaiticus (330-360)
- Codex Bezae (~400)
- Codex Alexandrinus (400-440)
- Papiro 127 (siglo V; existen los Versículos 2-5, 30).[2]
- Codex Laudianus (~550)

En latín
- Palimpsesto de León (siglo VII; existen los Versículos 1-13)[3]

## Localizaciones

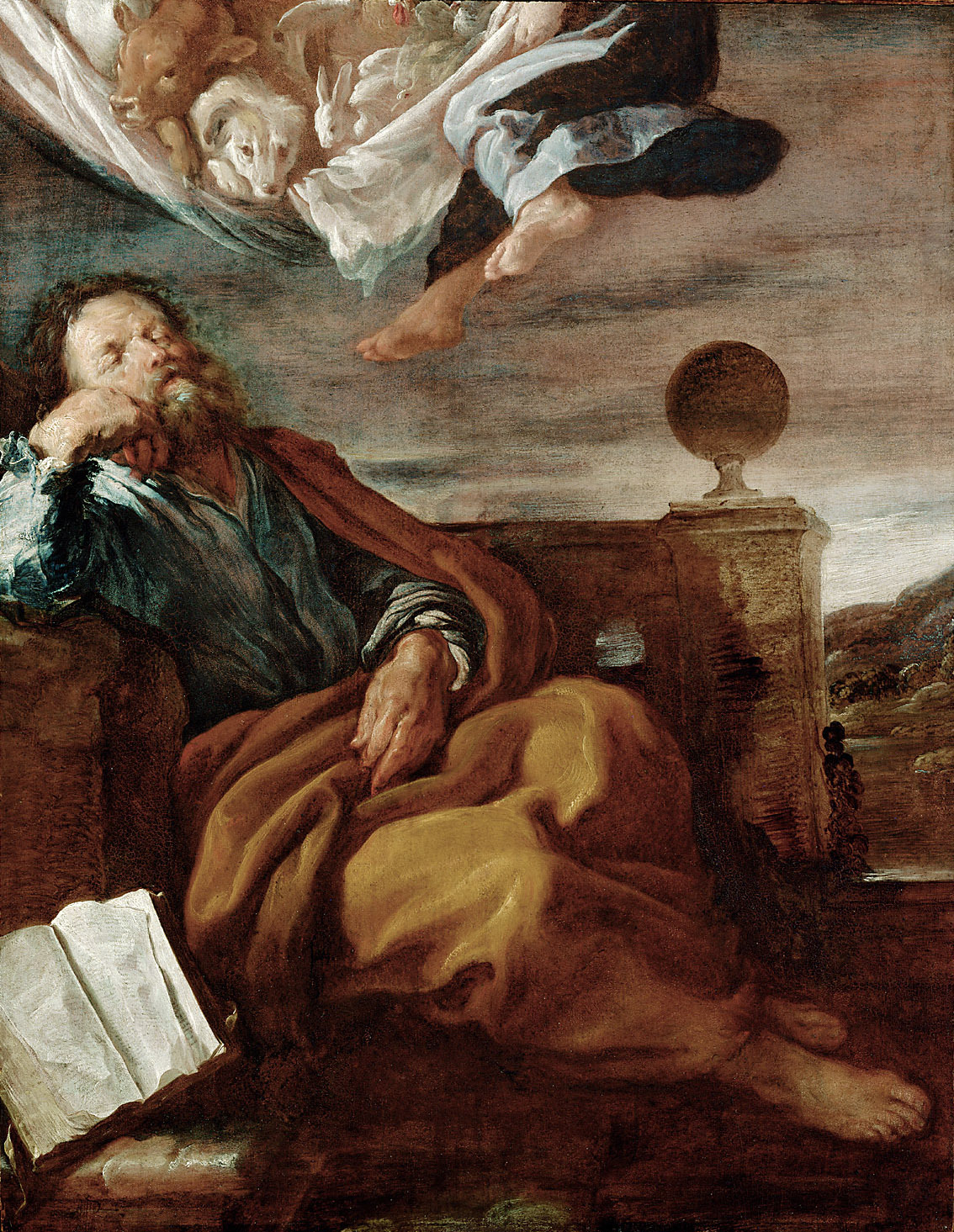
La visión de Pedro, pintada por Domenico Fetti.

## La iglesia de Antioquía (11:19-26)

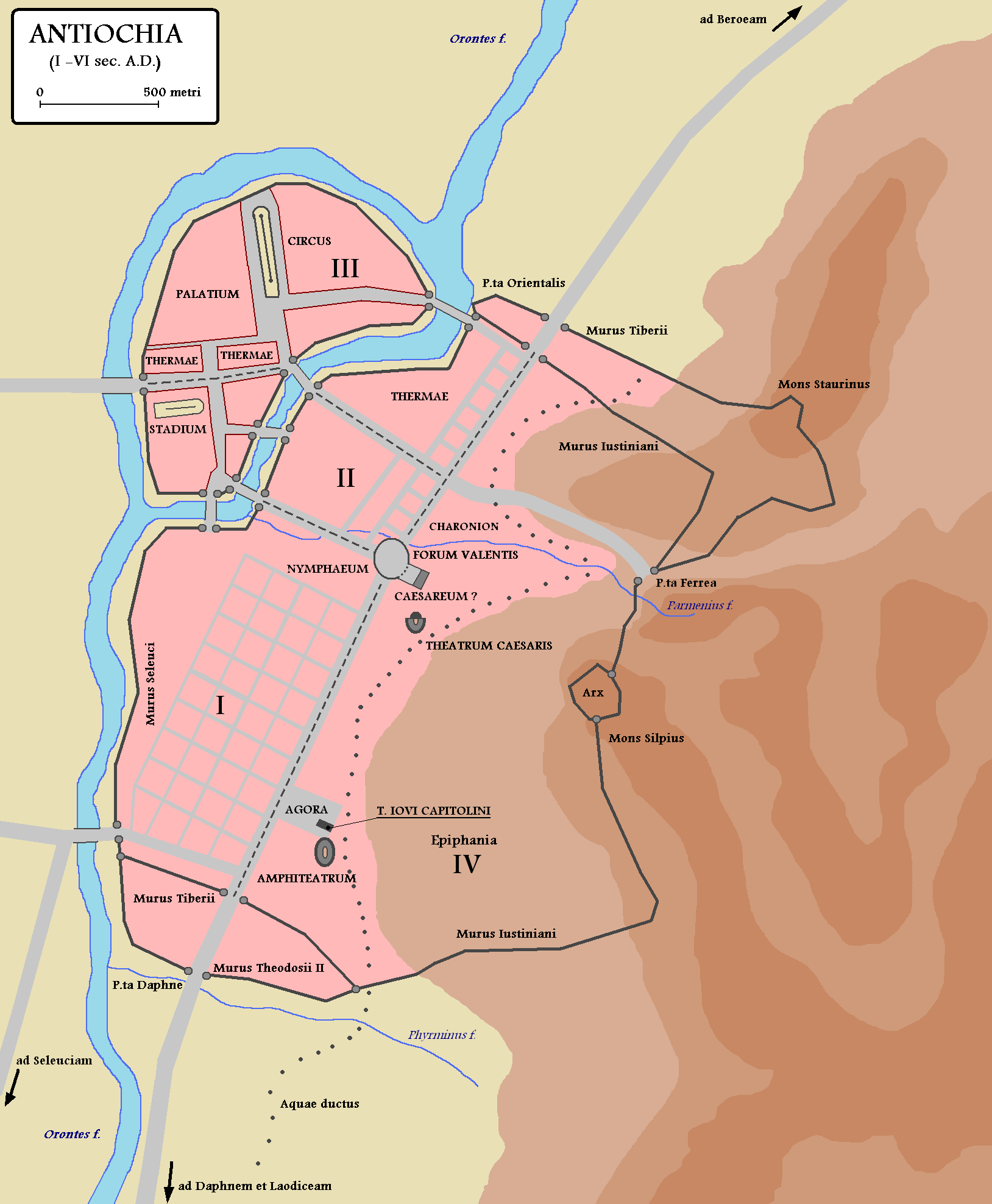
Mapa de Antiochia (Antioquía) en tiempos romanos y bizantinos tempranos